# Hayden (Arizona)
Hayden é uma vila localizada no estado americano do Arizona, nos condados de Gila e Pinal. Foi incorporada em 1956.

## Geografia
De acordo com o United States Census Bureau, a vila tem uma área de 3,3 km², onde todos os 3,3 km² estão cobertos por terra.

### Localidades na vizinhança
O diagrama seguinte representa as localidades num raio de 48 km ao redor de Hayden.

## Demografia
Segundo o censo nacional de 2010, a sua população é de 662 habitantes e sua densidade populacional é de 201,3 hab/km². Possui 301 residências, que resulta em uma densidade de 91,5 residências/km².